# Masakazu Senuma
Masakazu Senuma (jap. 瀬沼 正和, Senuma Masakazu; * 7. September 1978 in der Präfektur Tokio) ist ein ehemaliger japanischer Fußballspieler.

## Karriere
Senuma erlernte das Fußballspielen in der Jugendmannschaft von Verdy Kawasaki. Seinen ersten Vertrag unterschrieb er 1997 bei den Verdy Kawasaki (heute: Tokyo Verdy). Der Verein spielte in der höchsten Liga des Landes, der J1 League. 2000 wurde er an den Erstligisten Vissel Kobe ausgeliehen. Für den Verein absolvierte er sechs Erstligaspiele. 2001 kehrte er zu Tokyo Verdy zurück. Für den Verein absolvierte er sieben Erstligaspiele. Ende 2001 beendete er seine Karriere als Fußballspieler.